# Nebunie

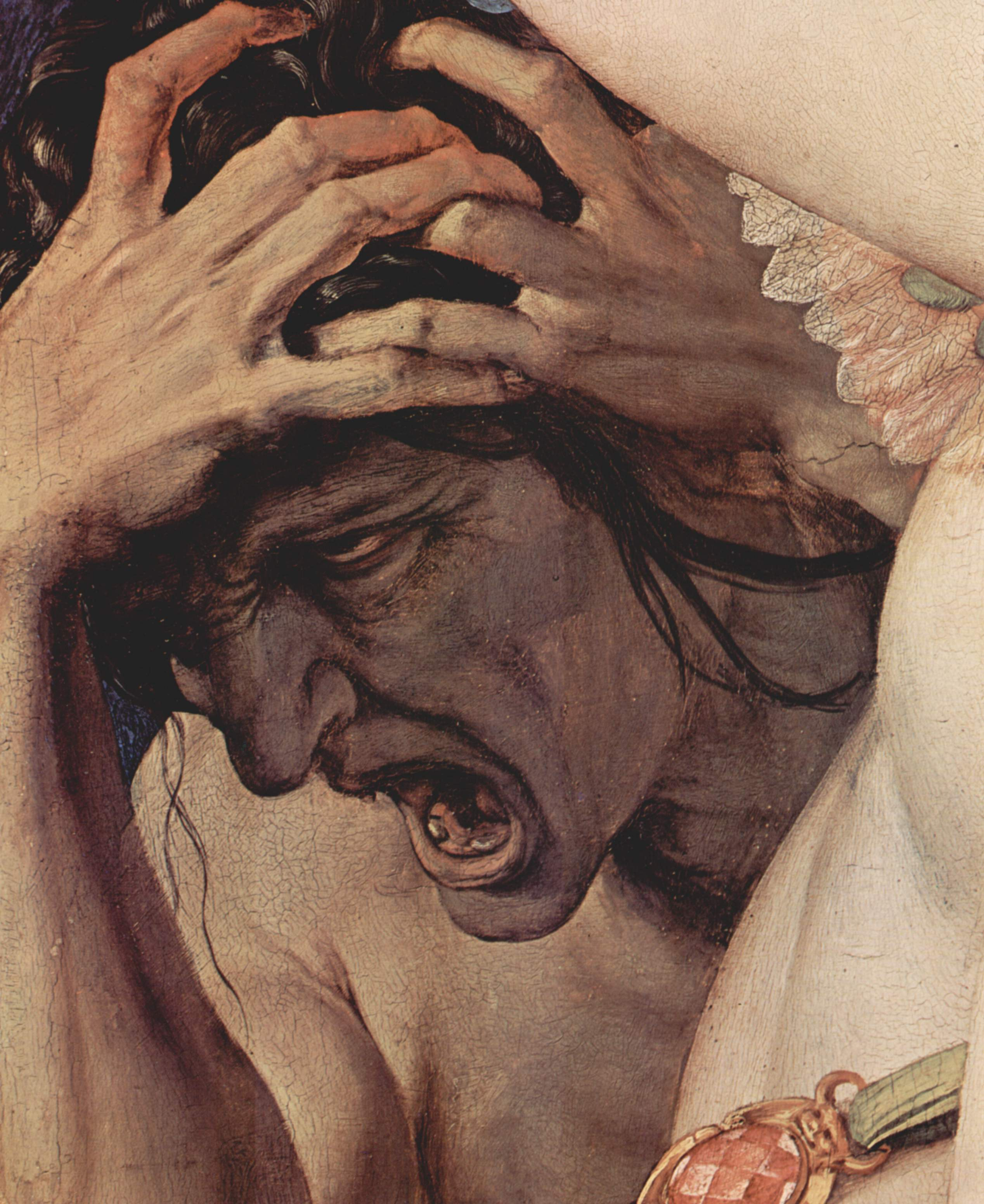
Pictura lui Agnolo Bronzino

Nebunia (cunoscută și ca alienare, alienație, demență, sminteală, smintire, țicneală, boală mintală) a fost până sfârșitul secolului al XIX-lea considerată ca o comportare neobișnuită ce nu se încadrează în normele de comportare în societate. Termenul definea în trecut numai o aberație de la comportarea unui om normal (latină delirare). Că această comportare neobișnuită este legată de o boală, exista în medicină numai o presupunere vagă despre o cauză patologică. Astfel epilepsia sau tulburările cauzate de traumatismele cerebrale erau încadrate de medici tot la nebunie. Aceste fenomene erau interpretate diferit în funcție de rigiditatea normelor sociale, religie, cultură și perioada istorică. Din această cauză medicina modernă care are criterii conturate mai clare de diagnostic al bolii nu ia în considerare diagnosticul medical al nebuniei din izvoarele istorice.

## Definiții și simptome
Demența este o categorie largă de boli ale creierului care cauzează o scădere, de obicei, graduală și pe termen lung a abilității unei persoane de a gândi și de a-și aduce aminte, încât funcțiile zilnice sunt afectate. Alte simptome comune includ probleme emoționale, de limbaj și o scădere a motivației. Caracterul conștient al unei persoane nu este afectat. Pentru ca diagnosticul să fie confirmat, trebuie să existe o schimbare a funcțiilor mentale comune ale unei persoane și un declin mai mare decât s-ar aștepta cineva, cauzat de îmbătrânire. De asemenea, aceste boli au un efect semnificativ pentru îngrijitorii acestor persoane.

## Cauze, diagnostic, prevenire
Cel mai comun tip de demență este boala Alzheimer, ce constituie între 50% și până la 70% dintre cazuri. Alte tipuri comune includ demența vasculară (25%), demența cu corpi Lewy (15%) și demența frontotemporală. Cauzele mai puțin comune includ, printre altele, hidrocefalia cu presiune normală, boala Parkinson, sifilisul și boala Creutzfeldt–Jacob. Aceeași persoană poate suferi de mai multe tipuri de demență. O mică parte dintre cazuri se întâmplă în cadrul aceleiași familii. în DSM-5, demența a fost clasificată ca boală neurocognitivă cu diferite grade de severitate. Diagnosticul se bazează, de obicei, pe istoricul bolii, pe testarea cognitivă prin imagistică medicală și pe analize sangvine utilizate pentru a exclude alte posibile cauze. Examinarea minimă a stării mentale este un test cognitiv utilizat frecvent. Eforturi pentru a preveni demența includ încercarea de a reduce factorii de risc precum tensiunea arterială mare, fumatul, diabetul și obezitatea. Nu se recomandă testarea întregii populații prin imagistică medicală pentru depistarea bolii.

## Gestionarea
Nu există leac pentru demență. inhibatorii de colinesterază precum donepezil, sunt utilizați de obicei și pot aduce beneficii în cazurile de boală ușoară până la moderată. Însă, beneficiul general poate fi mic. Pentru oamenii cu demență și pentru persoanele care îi îngrijesc, multe măsuri le pot îmbunătăți viața.  Intervenția cognitive și comportamentale poate fi adecvată. E importantă educarea și oferirea sprijin emoțional îngrijitorului. Programele de exerciții aduc beneficii în ceea ce privește activitățile de zi cu zi și, eventual, pot îmbunătăți rezultatele. Tratamentul problemelor comportamentale sau a psihozei cauzată de demența cu antipsihotice este comun, dar nu este, de obicei, recomandat deoarece, de multe ori, există puține beneficii și un risc mai mare al decesului.

## Epidemiologie, prognoză și societate
La nivel global, demența afectează 36 de milioane de oameni. Aproximativ 10% dintre oameni dezvoltă boala într-un anumit punct al vieții lor. Odată cu vârsta, devine mai comună. Aproximativ 3% dintre oamenii cu vârste între 65–74 de ani prezintă demență, 19% între vârstele de 75 și 84 de ani și aproximativ jumătate din cei peste 85 de ani. În 2013, demența a dus la 1,7 milioane de decese, de la 0,8 milioane în 1990. Deoarece oamenii trăiesc mai mult, demența devine mai frecventă la populație per total. Însă, pentru persoanele de o anumită vârstă, devine mai puțin frecventă, cel puțin în lumile dezvoltate, datorită scăderii factorilor de risc. Este una dintre cele mai comune cauze de dizabilitate în cazul persoanele vârstnice. Se crede că duce la costuri economice de 604 miliarde USD în fiecare an. Oamenii care suferă de demență sunt adeseori imobilizați chimic sau fizic mai mult decât este necesar, ridicând probleme ale drepturilor omului. Stigmatul social este comun în cazul celor afectați..